# Esquema de fraudes no INSS
O esquema de fraudes no INSS, escândalo também conhecido como "Farra do INSS", ou ainda "Aposentão", refere-se a um esquema criminoso que desviou e lavou recursos dos beneficiários do Instituto Nacional do Seguro Social (INSS) mediante descontos irregulares, sem autorização, nos benefícios de aposentados e pensionistas. Investigado pela Polícia Federal (PF) e pela Controladoria-Geral da União (CGU), estima-se um prejuízo em 6,3 bilhões de reais no período de 2019 a 2024, sendo 64% deste valor referente a 2023 e 2024, durante o governo Lula. O INSS estima 4,1 milhões de beneficiários possivelmente prejudicados.
O esquema foi relevado com a deflagração da operação policial  "Sem Desconto" em abril de 2025. com cumprimento de 211 mandados de busca e apreensão em 13 estados e no Distrito Federal. Entre as medidas, o então presidente do INSS, Alessandro Stefanutto, foi afastado, e seis mandados de prisão foram expedidos, resultando em três detenções até o momento. A PF recuperou cerca de um bilhão de reais em bens e valores. Estimativas iniciais da PF apontam que 11 entidades estão formalmente enquadradas no esquema, mas há suspeitas de envolvimento de mais de 20 organizações similares. Ao total, seis servidores foram afastados.
O escândalo levou à queda do então ministro da Previdência, Carlos Lupi do Partido Democrático Trabalhista (PDT), que admitiu ter sido alertado sobre irregularidades, mas negou responsabilidade direta. Parlamentares do governista Partido dos Trabalhadores (PT) responsabilizaram a gestão anterior do governo Jair Bolsonaro pela multiplicação dos convênios suspeitos entre 2019 e 2022. No Congresso, há movimentação entre a oposição para a criação de uma Comissão Parlamentar de Inquérito (CPI) para investigar o escândalo.
Um levantamento feito pela CNN Brasil mostrou que o INSS minimizou denúncias e reclamações feitas por aposentados via Lei de Acesso à Informação (LAI) sobre descontos indevidos em benefícios com respostas evasivas dizendo que os descontos eram previstos em lei. Dentre os motivos para o aumento dos descontos, cita-se o afrouxamento das regras, motivado por lobbies no Congresso Nacional, por falhas do INSS no controle e na fiscalização e por indicações políticas para o órgão, o que foi confirmado por ata de uma reunião da CGU com a direção do INSS no dia 9 de agosto de 2024 do qual mostrou que já se sabia que um esquema monumental estava para ser estourado e a direção da autarquia se omitiu. Além disso, em uma entrevista à Folha de S.Paulo em junho de 2025, o presidente do Dataprev Rodrigo Assumpção confirmou que a autarquia optou por manter o sistema vulnerável por seis meses mesmo tendo um mais seguro e que foi descontinuado apenas após a operação Sem Desconto.

## Contexto e antecedentes
Em 1991, o então presidente do Brasil Fernando Collor sancionou a Lei do INSS, que autorizava que entidades associativas e sindicatos realizassem descontos em folha de aposentados e pensionistas.
Entre 2019 e 2024, um número de associações de classe começaram a descontar os benefícios previdenciários de seus associados por supostos serviços prestados, como assessoria jurídica ou convênios com academias e planos de saúde. Os valores eram mensalmente debitados diretamente na folha de pagamento, sem permissão direta do aposentado, o que era permitido se a entidade tivesse assinado um Acordo de Cooperação Técnica (ACT) com o INSS.
Em março de 2024, o INSS alterou as regras do desconto associativo, incluindo o máximo de um desconto por beneficio, limitado a 1% do limite dos benefícios do Regime Geral de Previdência Social (RGPS). Segundo a autarquia, naquele momento 29 entidades possuíam um ACT com o INSS e podiam assim descontar diretamente.
Anteriormente, a PF já havia deflagrado a "Operação Caça ao Tesouro" na manhã do dia 18 de março de 2025, desmontando um grupo que atuava há dez anos fraudando o INSS por meio de saques ilegais. Foram cumpridos 19 mandados de busca e apreensão em municípios do Rio de Janeiro e 13 mandados de prisão preventiva; nove pessoas foram presas. A PF estimou um prejuízo superior a 50 milhões de reais em benefícios fraudulentos.
Em 7 de abril de 2025, menos de um mês antes da operação Sem Desconto da PF, o então presidente do INSS, Alessandro Stefanutto, informou ao Congresso que não havia indício de fraudes em relação a possíveis descontos indevidos.

## Esquema e investigação

### Descontos por entidades não autorizados
A CGU iniciou a apuração em 2023, e acionou a PF em 2024 ao encontrar indícios de crime. Em 23 de abril de 2025, a "Operação Sem Desconto", cumpriu 211 mandados de busca e apreensão e outros seis de prisão temporária em 13 estados e no Distrito Federal. Além disso, apreendeu 141 joias, mais de 60 veículos de luxo e 1,7 milhão de reais em dinheiro vivo. Os cadernos com anotações, que indicam a divisão de propinas no esquema de fraudes no INSS, foram apreendidos durante a "Operação Sem Desconto", em Brasília, no escritório de Antônio Carlos Camilo Antunes, o "Careca do INSS", suspeito de ser lobista e facilitador do esquema.

#### Entidades e envolvidos
O relatório da PF inicialmente indiciou onze entidades formalmente enquadradas no esquema, mas há suspeitas de envolvimento de mais de vinte organizações similares. As onze arroladas são:
1. Associação dos Aposentados Mutualistas para Benefícios Coletivos (Ambec)
2. Sindicato Nacional dos Aposentados, Pensionistas e Idosos (Sindnapi/FS)
3. Associação dos Aposentados e Pensionistas do Brasil (AAPB)
4. Associação dos Aposentados e Pensionistas Nacional (AAPEN)
5. Confederação Nacional dos Trabalhadores na Agricultura (Contag)
6. AAPPS Universo
7. União Nacional de Auxílio aos Servidores Públicos (Unaspub)
8. Confederação Nacional de Agricultores Familiares e Empreendedores Familiares Rurais (Conafer)
9. Associação de Proteção e Defesa dos Direitos dos Apesentados e Pensionistas (APDAP Prev, antiga Acolher)
10. Associação Beneficente e Cultural Backman Nacional (ABCB/Amar Brasil)
11. Caixa de de Assistência dos Aposentados e Pensionistas do INSS (Caap)

A Caap foi a entidade com mais descontos sem autorização: dos 215 efetuados, a CGU indica que 214 foram fraudulentos. Já todos os 72 descontos efetuados pela União Nacional dos Aposentados e Pensionistas (Unabrasil) estavam irregulares. A entidade que recebeu mais dinheiro foi a Contag: 2,9 bilhões de reais entre 2016 e 2023.
Até 2019, o número de filiados no Sindnapi mantinha-se estável em volta dos 170 mil, crescendo vertiginosamente entre 2021 e 2023 para 420 mil. No mesmo período, a arrecadação da entidade subiu de 41 para 149 milhões. O Sindnapi foi fundando pelo deputado Paulinho da Força (Solidariedade), mas era comandado desde 2023 por Milton Cavalo, filiado ao PDT e correligionário do ministro Carlos Lupi. Numa auditoria por amostragem anterior, o sindicato havia conseguido provar as filiações, mas na investigação da CGU vinte de um total de 26 disseram não serem filiados apesar dos descontos. Milton Cavalo disse que a abordagem "muito ostensiva aos associados" da CGU acabou assustando-os, levando a negarem o vínculo; ele também negou o valor do faturamento. O vice-presidentes do Sindnapi era José Ferreira da Silva, conhecido como Frei Chico, irmão do presidente Lula, que lá trabalhava desde 2008 — apesar do cargo de gerência, ele não é um investigado direto. Ainda segundo o relatório da PF, os descontos só foram possíveis porque biometria facial dos beneficiários, exigida pela Dataprev desde 2024 para a liberação dos descontos, não foi cumprida; a direção do INSS havia flexibilizado a exigência, permitindo uma "regra transitória" pela qual novos descontos foram incluídos mesmo sem validação completa.
Uma das entidades mencionadas, o Centro de Estudos dos Benefícios dos Aposentados e Pensionistas (Cebap), havia contratado os serviços advocatícios de Enrique Lewandowski, filho do ministro Ricardo Lewandowski, em 2024. Questionado na Comissão de Segurança Pública da Câmara, o ministro afirmou que o serviço prestado pelo filho é “perfeitamente legal” e que não havia conflito de interesse.
A advogada Cecilia Rodrigues Mota era presidente de duas das entidades arroladas: a AAPEN e a AAPB. Segundo a polícia, Cecília atuava como presidente de fachada das organizações; pessoas ligadas a ela receberam 14 milhões de reais das associações que comandava. Ela também teria viajado um número "atípico" de vezes, 33 em 11 meses, acompanhada pelos beneficiários das transferências das suas entidades, que carregavam consigo “muitos volumes de bagagem”. A PF estima que cada passageiro "poderia carregar aproximadamente R$ 5 milhões em notas de R$ 100, considerando uma bagagem de mão permitida a bordo do avião".
O policial federal Philipe Roters Coutinho foi preso durante a operação, em flagrante, com 200 mil dólares em dinheiro vivo.
Segundo a PF, a figura central do esquema era o lobista Antônio Carlos Camilo Antunes, conhecido como "Careca do INSS". Ele é descrito pela PF como o lobista e “facilitador” de um sofisticado esquema de fraudes envolvendo benefícios previdenciários do qual entre os anos de 2023 e 2024 teria movimentado cerca de 9,3 milhões de reais em transferências destinadas a pessoas ligadas a servidores do INSS. Os empresários Maurício Camisotti e Danilo Trento também são um dos principais envolvidos, os dois teriam sido investigados anteriormente na CPI da COVID.
Segundo o Jornal Nacional, documentos obtidos confirmaram que mesmo depois das denúncias, o INSS ignorou normas internas e autorizou que sistemas paralelos fizessem descontos massivos nos benefícios. Em 2024, o INSS já havia determinado que as autorizações para os descontos só fossem formalizadas com assinatura eletrônica avançada, com sistemas do governo, e biometria dos beneficiários. A partir de junho de 2024, a pedido das entidades, Alessandro Stefanutto, começou a autorizar novos descontos por meio de uma espécie de biometria paralela, feita pelas próprias associações, sem um sistema oficial de reconhecimento facial.
De acordo com o INSS, na plataforma criada para que os segurados contestem os descontos, mais de 99 por cento das respostas sobre essas entidades afirmam ser vítimas de fraude.
Segundo o jornal Folha de S.Paulo, uma das entidades investigadas, a Contag, recebeu 1,85 milhão de reais da Caixa Econômica Federal, do Sesi e do Sebrae com contratos com patrocínios entre 2023 e 2024. A Marcha das Margaridas de 2023, recebeu um milhão de reais em patrocínio do Sesi, 350 mil reais do Sebrae e outros 350 mil reais da Caixa. O ato foi encerrado em 16 de agosto, com um discurso do presidente Lula.
No dia 23 de maio, a CNN Brasil apurou que de acordo com o inquérito da PF, Geovane Batista Spiecker, então diretor substituto de benefícios, e Reinaldo Carlos Barroso de Almeida, então coordenador-Geral de Suporte ao Atendimento, eram os responsáveis por cadastros fraudulentos dos beneficiários para viabilizar os descontos indevidos. Os dois, destaca o relatório da PF, não eram habilitados pelas associações para disponibilização dessas informações, mas mesmo assim faziam cadastros. No mesmo dia, segundo apurou a Revista VEJA, ao quebrar o sigilo bancário da Contag - uma das entidades no epicentro do escândalo - a investigação constatou que parte da fortuna arrecadada junto ao INSS foram destinados a uma agência de turismo, e pessoas beneficiadas pelo esquema. As investigações citam o secretário de finanças da Contag, Aristides Veras, que presidiu a entidade até abril do mesmo ano. Aristides é irmão do primeiro-secretário da Câmara dos Deputados, Carlos Veras (PT-PE), membro do Conselho de Desenvolvimento Econômico e Social da Presidência da República.
No dia 28 de maio, o Metrópoles informou que um relatório do Conselho de Controle de Atividades Financeiras (Coaf) identificou que o escritório do advogado Nelson Wilians movimentou 884 milhões de reais entre outubro de 2023 e julho de 2024, período que compreende o auge da farra da fraude contra aposentados do INSS. O nome do advogado apareceu na investigação por causa de pagamentos milionários feitos ao empresário Maurício Camisotti, um dos alvos da investigação. O advogado procurou a PF após a operação para explicar de forma antecipada as transações milionárias com o empresário.
Em 31 de maio, o Metrópoles apurou que segundo a PF, Rubens Oliveira Costa era a figura central para o transporte de dinheiro do esquema bilionário de fraudes contra aposentados do INSS. Ainda de acordo com a PF, Costa atuava para que os valores desviados no esquema chegassem a seus destinatários finais, além de praticar lavagem de dinheiro para ocultar os recursos de origem ilícita.
Segundo apurou o Metrópoles, dentre os investigados estão Eric Douglas Martins Fidelis que movimentou 10,4 milhões de reais entre 2023 e 2024, André Fidelis (pai do Eric), demitido em julho de 2024, Cecília Rodrigues Mota por movimentar 14 milhões de reais, e ter presidido entidades investigadas no esquema. Os relatórios são da inteligência do COAF.
Em 4 de junho, A CNN Brasil apurou que além dos call centers responsáveis por ligações em massa, entidades recorreram a robôs a para obter os chamados "descontos associativos" aplicados a aposentados do INSS. A estratégia combinou dois recursos diferentes: a Unidade de Resposta Audível Digital (URA), e os robocalls.
De acordo o Metrópoles, a PF assumiu uma investigação em estágio mais avançado conduzida pela Polícia Civil do Estado de São Paulo contra um grupo de empresas e entidades de São Paulo envolvidas no esquema bilionário de fraudes contra aposentados do INSS. A medida foi defendida pelo Ministério Público do Estado de São Paulo (MPSP).
Na segunda semana de junho, a imprensa noticiou que a justiça anulou o Relatório de Inteligência Financeira (RIF) que embasou a investigação sobre a chamada "farra do INSS" por ele ter sido compartilhado indevidamente. Entretanto o juiz ponderou que isso não interfere no prosseguimento regular das apurações sobre as fraudes, pois há outros tipos de provas que permanecem válidos. Posteriormente, o ministro do STF Flávio Dino, suspendeu a anulação do RIF. A decisão atende a um pedido da Procuradoria-Geral da República (PGR).
No dia 17 de junho, o Metrópoles apurou que 15 parlamentares apresentaram emendas que beneficiaram a Contag a promover o descontos ilegais, redigidas pela própria Confederação. Entre os parlamentares que apresentaram emendas da Contag, nove são do PT; os deputados Zé Neto (BA), Patrus Ananias (MG), Valmir Assunção (BA), Marcon (RS), Rubens Pereira Júnior (MA) e dos senadores Humberto Costa (PE) e Jaques Wagner (BA), além dos ex-congressistas Jean Paul Prates (RN) e Paulo Rocha (PA). A lista inclui também os deputados federais Jandira Feghali (PSol-RJ), Otto Alencar Filho (PSD-BA) e Daniel Almeida (PCdoB-BA) e os ex-deputados Celso Maldaner (MDB-SC) e Tereza Nelma (PSD-AL), que atualmente faz parte do governo do presidente Luiz Inácio Lula da Silva (PT), e um parlamentar do PL, o deputado federal João Carlos Bacelar Filho (PL-BA).
Em 14 de julho, segundo o Metrópoles, a advogada Cecília Rodrigues Mota, apontada como uma das operadoras do esquema, participou de uma reunião em setembro de 2024 na Diretoria de Benefícios do INSS. A informação foi obtida por meio da Lei de acesso à informação (LAI). Na época, a área era comandada por Vanderlei Barbosa dos Santos, indicado ao cargo pelo governo Lula poucos meses antes, em julho de 2024. A advogada é apontada como uma das operadoras do esquema de descontos indevidos por receber valores de associações e repassar para servidores do INSS.
Em 18 de agosto, foi apurado pelo Metrópoles que dirigentes do Sindnapi ganhavam comissões toda vez que um aposentado tinha seu benefício do INSS descontado pela entidade, e os valores chegaram a pelo menos 4,1 milhões de reais. Entre os beneficiados, estão a mulher do presidente do Sindicato, Milton Baptista de Souza (Milton Cavalo), e o marido da diretora jurídica da entidade, a advogada Tonia Andrea Inocentini Galleti.

#### Apreensão de bens
Durante a operação Sem Desconto, no apartamento de Maurício Camisotti, a PF apreendeu uma Lamborghini, sete relógios de luxo, seis kits de joias e cinco quadros, sendo um deles do artista Di Cavalcanti. Maurício é um dos principais investigados no esquema de fraudes no INSS.
No dia 20 de maio de 2025, foi expedido pela 4ª Vara Federal Criminal de São Paulo mandado de busca e apreensão em endereço ligado a Antunes, conhecido como "Careca do INSS" em Brasília. Os agentes federais apreenderam um Land Rover, duas BMWs e dois Porsches, após denúncias da senadora Damares Alves. De acordo com a PF, somados, os veículos valem cerca de 3,28 milhões de reais. Antonio Carlos Antunes é sócios de 22 empresas; a PF aponta que ele teria sido uma ponte para o repasse dos valores desviados do INSS.
De acordo com o jornal Metrópoles e CNN Brasil, um dos carros de luxo apreendidos pela PF na garagem da família de Antunes, está em nome de Thallys Mendes dos Santos de Jesus, esposa do ministro do Tribunal de Contas da União (TCU) Jhonatan de Jesus.
Na operação, a PF apreendeu uma Lamborghini, relógios de luxo, e quadros, dentre eles uma obra de Di Cavalcanti, e posteriormente Land Rover, BMW e Porsche.

#### Cronologia dos descontos
Dados do Portal da Transparência, obtidos pelo Jornal Nacional, revelou que no ano de 2020, entidades descontaram 36 milhões de reais. Em 2024, 2,4 bilhões de reais. Entre janeiro e março de 2025, foram descontados 655 milhões de reais. No total, essas entidades receberam 4,3 bilhões de reais. Alguns municípios do interior do Nordeste chegaram a ter mais de 60% dos seus aposentados afetados.
Segundo a PF, a AMBEC, uma das entidades investigadas por descontos não autorizados, teve um aumento vertiginoso de arrecadação nos últimos anos. Em 2021, as contribuições dos associados foram 135 reais. O total saltou para 14,9 milhões em 2022, um crescimento de 11.092.533 por cento. No ano seguinte, em 2023, o valor foi a 91 milhões de reais, e somente no primeiro trimestre de 2024 as contribuições alcançaram 71,6 milhões de reais. O faturamento da associação soma 178 milhões entre 2019 e 2024.

### Empréstimos consignados
De acordo com  jornal Metrópoles de 2020 a 2024, o INSS autorizou 91 bancos a venderem crédito consignado — com débito direto na folha de pagamento — para aposentados e pensionistas, em meio a denúncias de fraude semelhante ao escândalo dos descontos indevidos.
Ainda de acordo com o Metropoles, aposentados disseram ter sido filiados, sem conhecimento, ao Sindicato Nacional dos Aposentados, Pensionistas e Idosos da Força Sindical (Sindnapi) em agências de correspondentes do BMG na hora de contratarem o crédito com desconto na folha de pagamento do INSS, outra fraude derivada dos descontos não autorizados.
Segundo o Dataprev, desde maio de 2025, novos empréstimos do INSS estão suspensos.
No dia 20 de maio, a Federação Brasileira de Bancos (Febraban) e a Associação Brasileira de Bancos (ABBC) apresentaram  um pacote de medidas que reforçam os controles na concessão de crédito consignado. As ações foram discutidas com o ministro da Previdência e com o presidente do INSS Wolney Queiroz.
A partir de 23 de maio, o INSS começa a exigir biometria para desbloqueio de novos consignados, em decisão publicada no Diário Oficial da União (DOU), de 19 de maio. De acordo com o presidente do INSS, Gilberto Waller Júnior, decisão foi tomada para mapear vulnerabilidade e implementar medidas corretivas e aprimoramento.

### Desconto como débito automático
De acordo com a Folha de S.Paulo, novos débitos automáticos foram identificados por sociedades de créditos que estão retirando dinheiro, sem autorização, com clube de benefícios e instituições financeiras, assim como as associações fizeram anteriormente. A diferença é que no caso das associações previdenciárias a retirada do dinheiro acontecia diretamente na folha de pagamento do INSS, enquanto nessa modalidade a retirada ocorre quando o benefício é creditado no banco. Conforme dados do Conselho Nacional de Justiça (CNJ), ao menos duas empresas chamam atenção pela quantidade de processos judiciais envolvendo aposentados e também descontos não autorizados. A empresa Aspecir Previdência responde a mais 14 mil ações, enquanto a Paulista Serviços, ou Pserv, responde por mais de 15 mil ações.

#### Clubes de benefícios
Uma série de denúncias, ações judiciais e condenações contra clubes de benefícios aponta um esquema de débito automático não autorizado na conta de aposentados semelhante ao modus operandi utilizado pelas entidades da farra dos descontos indevidos sobre aposentadorias do INSS. Alguns desses clubes tem ligações com associações investigas pela PF. Uma das associações investigadas na farra dos descontos indevidos era um clube de benefícios antes de fazer acordo com o INSS. O Chronos Clube de Benefícios registrou, em novembro de 2023, uma ata na qual mudou de nome para Associação de Amparo Social ao Aposentado e Pensionista (AASAP). Quatro meses depois, essa associação assinou seu Acordo de Cooperação Técnica (ACT) com o então diretor de Benefícios do INSS, André Fidelis. Segundo a PF, ele é suspeito de ter recebido propina de entidades por meio de pagamentos feitos pelo lobista "Careca do INSS", ao escritório de advocacia de seu filho.

## Repercussão e consequências
Logo após a divulgação da fraude, a Controladoria-Geral da União anunciou no dia 24 de abril a paralisação de todos os descontos feitos pelas associações, além da retenção dos valores que seriam repassados em maio.
Na Câmara dos Deputados, diversos deputados cobraram investigações. A oposição pedia a criação de uma Comissão Parlamentar de Inquérito (CPI). Acreditando que o presidente da Câmara, Hugo Motta, não apoiaria uma CPI da Casa, a oposição começou a a buscar uma comissão mista, envolvendo também o Senado. Após romper com o governo, o PDT demonstrou apoio à CPI, conquanto ela abarcasse também o governo anterior.
O presidente do INSS, Alessandro Stefanutto, foi demitido pelo presidente logo após a deflagração da operação. Em sua substituição, o governo nomeou Gilberto Waller Júnior, um procurador federal.
Carlos Lupi pediu demissão em 2 de maio. Logo em seguida, o presidente nomeou para o cargo Wolney Queiroz, um aliado de Lupi.
Em 05 de maio, o INSS determinou a abertura de uma investigação interna contra 12 entidades. No mesmo dia, o Congresso Nacional derrubou uma medida provisória de 2019 (MP 871/19) do governo de Jair Bolsonaro que exigia autorização anual para que associações fizessem descontos em aposentadorias e pensões do INSS, e com isso a manutenção dos descontos indevidos foram facilitados. Anteriormente, o Congresso havia alterado o prazo de 01 para 03 anos a regra da revisão periódica.
No dia 08 de maio, o novo presidente do INSS, Gilberto Waller suspendeu em efeito imediato o programa "Meu INSS Vale+" operado em parceria com o Picpay Bank, em decorrência dos descontos não autorizados e descumprimento de normas contratuais. No mesmo dia, o advogado-geral da União, Jorge Messias, anunciou que o governo pedirá o bloqueio de 2,56 bilhões de reais de 12 associações suspeitas de operar o esquema fraudulento para ressarcir os aposentados e pensionistas lesados, no entanto poupou do bloqueio a Contag e o sindicato ligado ao irmão do Lula. No mesmo dia, o Ministério da Previdência Social dispensou do cargo o coordenador-geral de Estudos Estatísticos, Atendimento e Relacionamento Institucional, Guilherme Serrano, que foi o presidente do INSS na gestão de Jair Bolsonaro e é citado no inquérito que apura os descontos indevidos de aposentados e pensionistas no INSS, contudo não é investigado.
No dia 9 de maio, o TRF da 6ª região manteve por decisão unânime da 3ª turma, a condenação da autarquia ao pagamento de 8 mil reais por danos morais a uma aposentada que sofreu descontos indevidos em seu benefício. A decisão também atribuiu responsabilidade solidária a uma instituição financeira, devido a falhas no controle e verificação da autorização para descontos consignados.
Em 13 de maio, a jornalista Malu Gaspar publicou uma matéria no jornal O Globo que deputados e senadores de esquerda  trabalharam para derrubar trechos de medidas provisórias e de decretos do governo do ex-presidente Jair Bolsonaro que dificultavam os descontos dos aposentados e pensionistas. No mesmo dia, o senador Sergio Moro responsabilizou o governo Lula pelas fraudes nas aposentadorias e pensões do INSS. Segundo Moro, as irregularidades ocorreram após a aprovação de mudanças que flexibilizaram critérios para liberação dos repasses.
No dia 14 de maio, a CNN Brasil revelou que um relatório da Polícia Federal identificou 29 mil reclamações no Reclame Aqui sobre a fraude dos descontos indevidos dos aposentados e pensionistas entre fevereiro de 2021 e fevereiro de 2024.
Em 14 de maio, o ex-presidente Jair Bolsonaro admitiu a possibilidade das fraudes no INSS, que começaram durante seu mandato. Ele também manifestou apoio à criação de uma CPMI para apurar os descontos indevidos aplicados a benefícios de aposentados e pensionistas.
Em 19 de maio, o plenário da Câmara dos Deputados aprovou o requerimento de urgência para o projeto de lei nº 1846/2025, que  proíbe descontos em benefícios.
No dia 27 de maio, o ministro do Tribunal de Contas da União (TCU), Aroldo Cedraz, acolheu representação do Partido Novo no Congresso e determinou uma série de medidas para apurar indícios de fraudes envolvendo o Sindnapi, que tem como um dos diretores Frei Chico, irmão do presidente Lula. De acordo com relatório da CGU, 76,9 por cento dos beneficiários que tiveram descontos vinculados ao Sindnapi afirmaram nunca ter autorizado as cobranças. Além disso, a receita do sindicato aumentou significativamente nos últimos anos, passando de 23 milhões de reais em 2020 para 154 milhões de reais em 2024.
No dia 28 de maio, o G1 apurou que as acusações podem chegar a 20 parlamentares entre deputados e senadores de partidos do Centrão. As denúncias envolveriam também pagamentos mensais, algo semelhante com o que foi visto no Mensalão. Segundo a Jovem Pan, o senador do PDT Weverton Rocha foi o primeiro parlamentar que teve o nome suspeito de envolvimento no escândalo dos desvios dos benefícios com desconto não autorizados nas aposentadoria e pensões. Rocha admitiu que se encontrou com o Antônio Carlos, conhecido como "Careca do INSS", considerado pela investigação epicentro do escândalo, mas em nota oficial negou a participação no escândalo. Oficialmente o parlamentar não é investigado no entanto foi convocado para prestar esclarecimentos à PF.
Segundo publicação da TV Senado de 29 de maio, o senador Ciro Nogueira (PP-PI) apresentou o projeto (PL 2194/2025) para proibir descontos em folha dos beneficiários do INSS. A matéria prevê que quem quiser se associar terá que fazer o pagamento direto para a associação ou sindicato. Numa entrevista à jornalista Carla Benevides, o senador explica o projeto e também disse esperar a instalação da CPMI para investigar as fraudes nos descontos do INSS.
Em 3 de junho de 2025, o Metrópoles apurou que o atual ministro da Previdência Wolney Queiroz, na época ocupando cargo de deputado federal, reuniu-se com o lobista "Careca do INSS", dentro do ministério no início do governo Lula, em janeiro de 2023. O encontro contou com a participação de três ex-diretores do INSS investigados André Fidelis e Alexandre Guimarães, e o procurador-geral do órgão, Virgílio Oliveira Filho, afastado do cargo em abril por decisão judicial. Segundo o Metrópoles, o encontro não consta na agenda oficial de nenhum deles. No mesmo dia, o presidente Luiz Inácio Lula da Silva disse que está dando uma oportunidade para que entidades comprovem o recebimento de assinaturas que autorizassem a prática de descontos associativos. "O que nós estamos é dando uma chance para as entidades para elas apresentarem provas da assinatura. Até agora, não apresentaram. Se alguma apresentar ela não terá que pagar o preço. Mas as outras terão que pagar o preço", disse o presidente.
Em 07 de junho, o ministro da CGU, Vinicius Marques de Carvalho, afirmou que "todo mundo" no governo tinha conhecimento da investigação sobre fraudes no INSS.
No dia 09 de junho, o partido Progressistas protocolou uma ação no STF contra o governo Lula em razão da fraude bilionária nas aposentadorias do INSS.
Em 11 de junho, O ministro da Previdência Social, Wolney Queiroz, durante audiência conjunta de comissões na Câmara dos Deputados, estimou que os descontos indevidos do INSS podem chegar a 3 bilhões de reais. Na mesma audiência, o ministro afirmou que as entidades mais fraudadoras foram Ambec, Conafer e ABCB.
No dia 20 de junho, o presidente da Dataprev, Rodrigo Assumpção, disse em entrevista à Folha de S.Paulo que o INSS deu um comando para manter ativo o sistema mais vulnerável de cadastro dos descontos associativos, mesmo a empresa tendo entregado uma solução tecnológica mais moderna e segura em setembro de 2024.
Em 23 de junho, segundo o Poder 360, a Comissão de Segurança Pública da Câmara aprovou em 10 de junho um requerimento que solicita à PGR uma investigação contra o presidente Luiz Inácio Lula da Silva por possível interferência em apurações sobre fraudes no INSS. O pedido foi protocolado pelo deputado federal Evair de Melo (PP).

### Comissão Parlamentar Mista de Inquérito
Em 12 de maio de 2025, a senadora Damares Alves e a deputada Coronel Fernanda apresentaram em conjunto um pedido para criação da Comissão Parlamentar Mista de Inquérito (CPMI). Nenhum congressista do Partido dos Trabalhadores (PT) foi a favor da CPI.
Em 15 de maio, Fabiano Contarato foi o primeiro o parlamentar governista a assinar a CPI. A assinatura desagradou o governo e parte da bancada do partido.
No dia 22 de maio, o deputado federal Nikolas Ferreira acionou o Supremo Tribunal Federal para garantir que a CPI fosse iniciada imediatamente. "Não podemos aceitar que o Congresso feche os olhos para um esquema criminoso que atacou diretamente quem mais precisa: aposentados, pensionistas e segurados do INSS. O que está em jogo aqui é o respeito à lei, às instituições e, principalmente, ao povo brasileiro. E não aceitarei que isso seja desrespeitado", disse o deputado à imprensa.
No dia 27 de maio, o ex-presidente Jair Bolsonaro (PL) utilizou o espaço partidário do PL na televisão aberta, para defender a criação da CPMI. Em um vídeo de 30 segundos, Bolsonaro disse que os aposentados e pensionistas "não merecem esse tratamento" e que, para seu partido, "a aposentadoria é sagrada", e criticou o PT por não assinar a CPMI.
No dia 10 de junho, o presidente da Câmara dos Deputados, Hugo Motta solicitou ao STF que rejeite o mandado de segurança apresentado pelo deputado Nikolas Ferreira que solicita a instalação imediata de uma CPI para investigar fraudes no INSS.
No dia 17 de junho, o presidente do Congresso, Davi Alcolumbre (União-AP), leu requerimento que cria uma CPMI para investigar as fraudes no INSS.
No dia 20 de agosto, o senador Carlos Viana (Podemos-MG) foi eleito presidente da Comissão Parlamentar Mista de Inquérito (CPMI).

### Reembolso
Segundo o INSS, no dia 15 de maio, as solicitações do reembolso dos descontos não autorizados via aplicativo "Meu INSS" ultrapassaram um milhão de aposentados. O INSS começou a notificar os cidadãos no dia 13 de maio pelo aplicativo.
Até o dia 19 de maio, o montante de pedido de reembolso ultrapassou 1,6 milhão de pessoas, e posteriormente ultrapassou 2 milhões de pessoas.
No dia 27 de maio, o presidente do INSS, Gilberto Waller Júnior, afirmou que todos os aposentados e pensionistas que foram vítimas dos descontos em seus benefícios serão ressarcidos até o dia 31 de dezembro deste ano.
Até o dia 12 de junho, o INSS devolveu 292 milhões de reais as vítimas das fraudes dos descontos ilegais. A devolução faz parte de uma força-tarefa coordenada pelo Ministério da Previdência Social.

### Bloqueio de bens
No dia 02 de junho de 2025, a justiça Federal acatou um pedido da AGU e autorizou o bloqueio de bens de 23,8 milhões de reais de investigados incluindo sócios e empresas suspeitas pela fraude bilionária contra aposentados. O bloqueio atinge as empresas Venus Consultoria Assessoria Empresarial S/A e THJ Consultoria Ltda, e sócios Alexandre Guimarães (ex-diretor de Governança, Planejamento e Inovação do INSS), Rubens Oliveira Costa e Thaisa Hoffmann Jonasson (esposa do ex-procurador-geral do INSS Virgilio de Oliveira Filho).
No dia 03 de junho, a justiça federal em Brasília acatou um novo pedido da AGU para bloqueio de 119 milhões de reais em bens de empresas e investigados envolvidos nas fraudes. Segundo a AGU, há indícios de que as empresas são suspeitas de atuarem como firmas de fachada para praticar os desvios ilegais contra os aposentados, com pagamento de propina para agentes públicos.
Em 12 de junho, a justiça federal divulgou que os bens bloqueados chegaram ao valor de 2,8 bilhões de reais dos quais 12 associações, seis consultorias, dois escritórios de advocacias e três outras empresas além dos sócios e dirigentes dessas instituições. Algumas dessas empresas seriam empresas de fachada.

### Percepção da população
Uma pesquisa da Genial/Quaest divulgada em 04 de junho de 2025, apontou o Governo Lula como maior culpado pelas fraudes do INSS com 31%. Em segundo lugar foi o próprio INSS com 14% seguido por entidades que fraudaram a assinatura dos aposentados com 8%, Governo Bolsonaro com 8% e os próprios aposentados que não conferiram os descontos antes com 1%. Os que preferiram não responder representam 26%. De acordo com a mesma pesquisa 50% são favoráveis a CPI, enquanto 43% acham que a investigação da PF já é suficiente.

### Governo Lula
No dia 12 de junho, o presidente Luiz Inácio Lula da Silva ingressou com uma ação no STF solicitando a suspensão de todas as ações judiciais movidas por aposentados e pensionistas que foram lesados por descontos indevidos em benefícios do INSS, ocorridos entre março de 2020 e março de 2025. A medida, assinada por Lula e pelo AGU, Jorge Messias, foi protocolada como uma Arguição de Descumprimento de Preceito Fundamental (ADPF). Nela, o governo solicita que o Supremo declare inconstitucionais as decisões que responsabilizam a União e o INSS pelas fraudes cometidas por terceiros em descontos associativos. Segundo o jornal Folha de S.Paulo, o governo entendeu que poderia ter mitigância de má-fé nesse processo.
No dia 17 de junho, o ministro do STF Dias Toffoli negou o pedido do governo de suspender as ações judiciais relacionadas aos pedidos de indenização e marcou uma audiência de conciliação para 24 de junho, com participação dos representantes da União, do INSS, da Defensoria Pública da União e do Ministério Público Federal.

### Alegações das entidades envolvidas
Em 13 de junho de 2025, durante uma visita numa agência dos Correios no centro de São Paulo, o presidente do INSS, Waller, afirmou que as entidades têm 15 dias, a partir da contestação do segurado para apresentar uma resposta ao INSS sobre os descontos questionados. Das 43 entidades envolvidas, 15 ainda não apresentaram qualquer resposta ao Instituto.
Até 13 de junho, 512 mil respostas foram de associações que apresentaram documentos para tentar comprovar a regularidade dos descontos. Algumas apresentaram decisões judiciais indicando que a situação já foi resolvida, enquanto outras anexaram documentos assinados pelos próprios segurados, autorizando a associação.

#### Falso acordo
Em 19 de junho, a CNN obteve acesso a três respostas de associações diferentes, que enviaram supostos acordos ao INSS, em um deles, da aposentada Maria Lúcia Braga, moradora do Distrito Federal, há um áudio em que, supostamente, ela teria aceitado os descontos. A gravação, pouco audível, mostra a idosa dizendo “sim” e, quando começa a informar o CPF, é interrompida pela atendente da União Nacional dos Aposentados e Pensionistas do Brasil (UNSBRAS/UNABRASIL). A aposentada afirma que a gravação é inventada e que não concordou com os descontos, e que não sabia do que se tratava. O filho da aposentada também disse à reportagem que o "sim" do áudio não é a voz da mãe. O jornal O Globo tratou o caso como "fraude dentro de fraude".

### Inquérito no Supremo Tribunal Federal
No dia 17 de junho de 2025, o Supremo Tribunal Federal (STF) abriu o primeiro inquérito sobre as fraudes no INSS desde que veio à tona o esquema bilionário de descontos indevidos nas aposentadorias. O fato de a investigação ter sido instaurada na Corte indica o envolvimento de pelo menos uma autoridade com prerrogativa de foro, no entanto, o nome é mantido em sigilo. A relatoria é do ministro Dias Toffoli.
Segundo a revista Piauí, o ministro Dias Toffoli pediu a PF que encaminhe ao seu gabinete todas as investigações relacionadas as fraudes do INSS. A medida resultou na paralisação prática da operação.

### Senado Federal
Em julho de 2025, o Senado Federal colocou sigilo de 100 anos sobre as entradas do Careca do INSS na Casa. A coluna do Metrópoles solicitou via Lei de Acesso à Informação (LAI), no dia 2 de julho, todos os registros de entrada do Careca do INSS no Senado. O Senado, no entanto, alegou que as informações são de "caráter pessoal" e citou trecho da legislação que assegura o sigilo centenário.

## Desdobramentos
No dia 14 de maio de 2025, uma nova fase da "operação Sem Desconto" da polícia federal foi deflagrada. Os alvos foram pessoas ligadas à Confederação Nacional dos Agricultores Familiares e Empreendedores Familiares Rurais do Brasil (Conafer). A operação  investiga uma arrecadação mensal da entidade que ultrapassou 40 milhões de reais. Segundo o Ministério Público do Distrito Federal e Territórios (MPDFT), entre janeiro e agosto de 2020, o número de “filiados” à Conafer saltou de 42.810 para 279.52, coincidindo com o fechamento das agências do INSS na pandemia da Covid-19. A Polícia Federal cumpriu dois mandados de busca e apreensão nessa operação, na cidade de presidente Prudente, no interior de São Paulo. A investigação suspeitou do presidente da associação que recebeu mais de 100 milhões de reais do Fundo do Regime Geral de Previdência Social (FRGPS) do INSS.
No dia 04 de junho, em novo desdobramento, a PF cumpriu dois mandados de busca e apreensão em Sergipe. Essa é a quarta fase da operação. Segundo a CNN Brasil os alvos dessa operação são duas entidades investigadas: a Associação de Proteção e Defesa dos Direitos dos Aposentados e Pensionistas (APDAP PREV) e a Universo Associação dos Aposentados e Pensionistas dos Regimes Geral da Previdência Social (AAPPS Universo), ambos foram alvos na primeira fase da operação. Segundo o Metrópoles as entidades alvos da quarta fase teriam arrecadado 496 milhões de reais com os descontos fraudulentos.
Em 17 de junho, durante a quinta fase da operação, a PF prendeu preventivamente duas pessoas. Foram cumpridos cinco mandados de busca e apreensão.  As ordens de prisão foram executadas nos municípios de Aracaju e Umbaúba. Nessa fase da operação foi determinado o sequestro de cinco imóveis vinculados aos investigados, avaliados em aproximadamente 12 milhões de reais.

## Ações Judiciais
Segundo o jornal O Tempo, uma aposentada de Minas Gerais ganhou uma ação judicial contra a Confederação Brasileira dos Trabalhadores da Pesca e Aquicultura após descobrir descontos indevidos em seu benefício do INSS. Os autos do processo nº 5011224-56.2024.8.13.0134, a aposentada identificou em seu extrato bancário a cobrança mensal intitulada “CONTRIB. CBPA SAC 0800 591 5728”. Ela alegou nunca ter autorizado qualquer contrato com a entidade. A justiça da 1ª Vara Cível da Comarca de Caratinga, declarou a inexistência do débito e determinou a devolução em dobro dos valores descontados, com correção monetária e juros. Além disso, condenou a entidade ao pagamento de 5 mil reais por danos morais.
De acordo com o G1, o número de aposentados e pensionistas de São Paulo que identificaram descontos indevidos e decidiram entrar com processo na Justiça Federal contra o INSS e as associações, fundações ou sindicatos aumentou exponencialmente em cinco anos. Foram de 56 em 2019 para 3.492 em 2024.
Segundo o portal Uol, até o dia 13 de junho, 68 mil ações tramitam na Justiça desde que eclodiu o escândalo.
De acordo com a CNN Brasil, apenas em maio, mês posterior à primeira fase da operação, foram protocoladas 10.923 novas ações, uma média de 352 por dia. Ainda de acordo com a CNN na maioria dos casos a sentença é desfavorável ao INSS e a União, tendo que pagar o valor descontado corrigido pela inflação e danos morais.

## Etimologia
O neologismo Aposentão é diretamente derivado do Escândalo do mensalão e Petrolão, e consiste em variante da palavra aposentadoria acrescida do sufixo "ão". O termo foi divulgado nas redes sociais por figuras de oposição ao Governo Lula (2023-presente), tais como o então deputado federal José Augusto Rosa e o então senador federal Flávio Bolsonaro.